# Valquíria Ribeiro
Valquíria Ribeiro (São Paulo, 16 de junho de 1977) é uma atriz e ex passista brasileira.

## Carreira
Valquíria ganhou notoriedade em 1994 como passista da escola de samba Vai-Vai. Em 2004, após se formar em artes cênicas, estreou na telenovela A Escrava Isaura, fazendo uma participação como a mãe da protagonista na primeira fase. Na sequência esteve em Essas Mulheres, interpretando a humorada ex-escrava Jesuína, que lutava pela libertação do namorado com planos mirabolantes, papel pelo qual  foi indicada para o Troféu Raça Negra. Na sequência esteve na reta final de Prova de Amor como Valéria, que tinha um dos filhos sequestrado pela antagonista principal. Logo após emendou outros trabalhos na emissora, como em Vidas Opostas e Amor e Intrigas.

## Filmografia

### Televisão
| Ano  | Título                       | Personagem               | Notas                     |
| ---- | ---------------------------- | ------------------------ | ------------------------- |
| 2004 | A Escrava Isaura             | Juliana dos Anjos        | Episódio: "18 de outubro" |
| 2005 | Essas Mulheres               | Jesuína                  |                           |
| 2005 | Prova de Amor                | Valéria dos Santos Sousa |                           |
| 2006 | Vidas Opostas                | Isabel Lopes             |                           |
| 2007 | Amor e Intrigas              | Ana Luisa Müller         |                           |
| 2009 | A Lei e o Crime              | Maria Joana              |                           |
| 2010 | Balada, Baladão              | Mulher do Balada         | Especial de fim de ano    |
| 2011 | Vidas em Jogo                | Rosária                  | Episódio: "3 de maio"     |
| 2012 | Máscaras                     | Maria do Socorro         |                           |
| 2017 | TOC's de Dalila              | Jussara                  | Temporada 2               |
| 2017 | Tempo de Amar                | Balbina dos Anjos        |                           |
| 2019 | Malhação: Toda Forma de Amar | Juíza Marina Moura       | Episódio: "16 de abril"   |
| 2023 | Fuzuê                        | Rejane Miranda           |                           |